# Greene megye (Iowa)
Greene megye az Amerikai Egyesült Államokban, azon belül Iowa államban található. Megyeszékhelye Jefferson. Lakosainak száma 8771 fő (2020. április 1.). Greene megye Webster, Guthrie, Boone, Dallas, Calhoun és Carroll megyékkel határos.

## Népesség
A megye népessége az elmúlt években az alábbi módon változott:
| Lakosok száma | 9330 | 9305 | 9172 | 9139 | 9027 | 8771 |
|               | 2010 | 2011 | 2012 | 2013 | 2015 | 2020 |